# Boldyn Bjambadordsch
Boldyn Bjambadordsch (mongolisch Болдын Бямбадорж; * 6. April 1991) ist ein ehemaliger mongolischer Skilangläufer.
Bjambadordsch belegte in der Saison 2012/13 bei der Winter-Universiade 2013 in Lago di Tesero den 89. Platz über 10 km Freistil, den 77. Rang im Skiathlon, den 71. Platz im Sprint sowie den 61. Platz im 30-km-Massenstartrennen und bei den nordischen Skiweltmeisterschaften 2013 in Val di Fiemme den 138. Rang über 15 km Freistil. Bei seiner einzigen Teilnahme an Olympischen Winterspielen im Februar 2014 in Sotschi erreichte er den 80. Platz über 15 km klassisch. In der Saison 2014/15 lief er bei der Winter-Universiade 2015 in Štrbské Pleso auf den 69. Platz über 10 km klassisch, auf den 66. Rang im Sprint, auf den 49. Platz im 30-km-Massenstartrennen, auf den 26. Platz im Mixed-Teamsprint sowie auf den 14. Platz mit der Staffel und bei den nordischen Skiweltmeisterschaften in Falun auf den 87. Platz über 15 km Freistil sowie auf den 71. Platz im Sprint.